# Dorres
Dorres (katalanisch gleichlautend) ist eine französische Gemeinde mit 178 Einwohnern (Stand 1. Januar 2022) im Département Pyrénées-Orientales in der Region Okzitanien. Sie gehört zum Arrondissement Prades und zum Kanton Les Pyrénées catalanes.

## Nachbargemeinden
Nachbargemeinden von Dorres sind Porté-Puymorens im Norden, Angoustrine-Villeneuve-des-Escaldes im Osten, Ur im Süden und Enveitg im Westen.

## Bevölkerungsentwicklung
| Jahr      | 1962 | 1968 | 1975 | 1982 | 1990 | 1999 | 2013 |
| Einwohner | 176  | 171  | 154  | 156  | 192  | 219  | 162  |

## Sehenswürdigkeiten
- Kirche Saint-Jean
- Kapelle Notre-Dame-de-Belloc
- Kapelle La Magette